# 南幌ビューロー

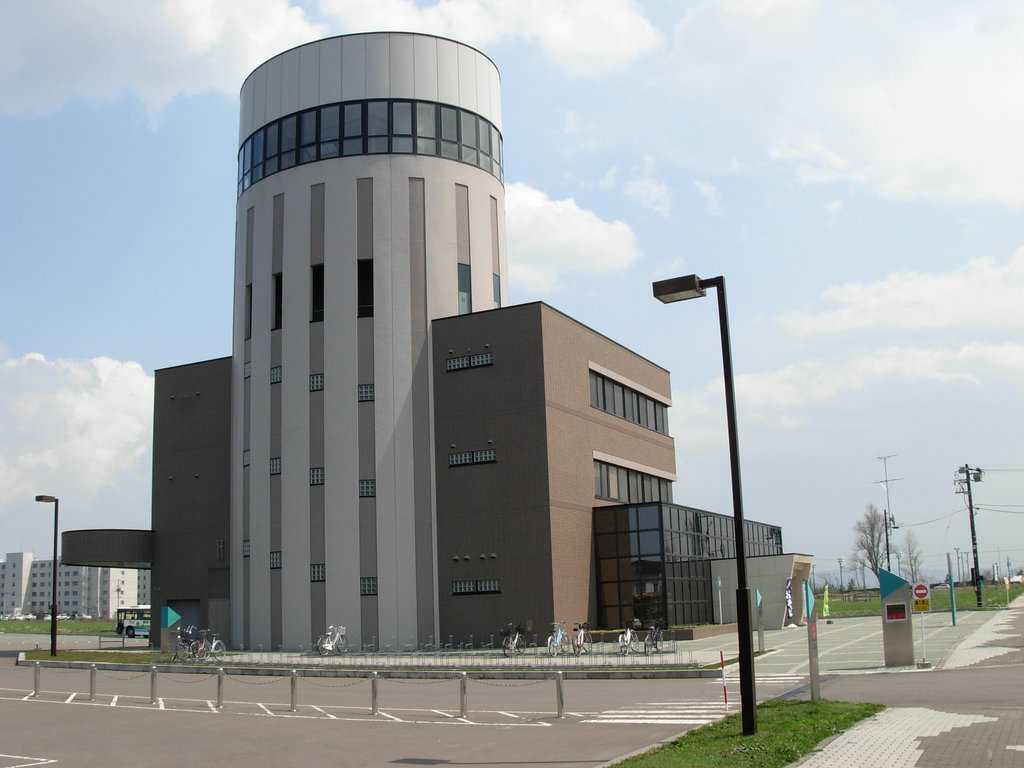
南幌ビューロー

南幌ビューロー（なんぽろビューロー）は北海道空知郡南幌町に南幌町が設置する複合施設。

## 概要
所在地は空知郡南幌町中央1丁目2-22。2000年4月に南幌町の情報と交通の拠点として建設された。展望台や物産館、会議室、バス待合所などを備える。
当該地はかつての夕張鉄道南幌駅跡地である。

## 施設
1階
- 交流ホール
- バス待合所
- ふるさと物産館
  - 特産品や福祉学園の製作品の展示販売。
- 軽食喫茶スペース
  - 特産品のキャベツ料理が有名。

2階
- ミーティングルーム

3階
- 小会議室1、中会議室2、大会議室3

4階
- ギャラリー

5階
- 展望台

## バス
バスターミナル機能も備えており、都市間バスや一般路線バスも発着する。のりばは2か所設けられている。1階の売店にて、各社の乗車券および夕鉄バスの定期券を販売している。
2024年10月1日現在
- 北海道中央バス
  - 高速くりやま号：札幌駅前行き・栗山駅行き（栗沢駅前経由）

- ジェイ・アール北海道バス
  - 大35 南幌線：大谷地ターミナル行き（北の里牧場前・北広島駅経由）
  - 広37 南幌線：北広島駅行き（北の里牧場前経由）
  - 広38 南幌線：北広島駅行き（西幌経由）
- 夕張鉄道（夕鉄バス）
  - 新さっぽろ駅行き（あけぼの団地・江別駅・野幌駅南口経由、上江別南口入口・野幌駅南口経由）
  - 南幌東町行き
- 長沼町営バス
  - 西6線・千歳橋線：長沼町内方面（予約制）

廃止路線
- 北海道中央バス
  - 南岩線：岩見沢ターミナル行き（栗沢駅前経由） - 2005年4月1日の改正で廃止。
  - 高速ゆうばり号：レースイリゾート行き（栗山駅経由）・札幌駅前行き - 2024年10月1日の改正で廃止。
- 夕張鉄道（夕鉄バス）
  - 札幌大通行き（あけぼの団地・江別駅・新さっぽろ駅経由）
  - 栗山駅行き・栗山高校行き・新夕張駅行き（北長沼経由） - 2023年10月1日の改正で廃止。